# Figures obligatòries

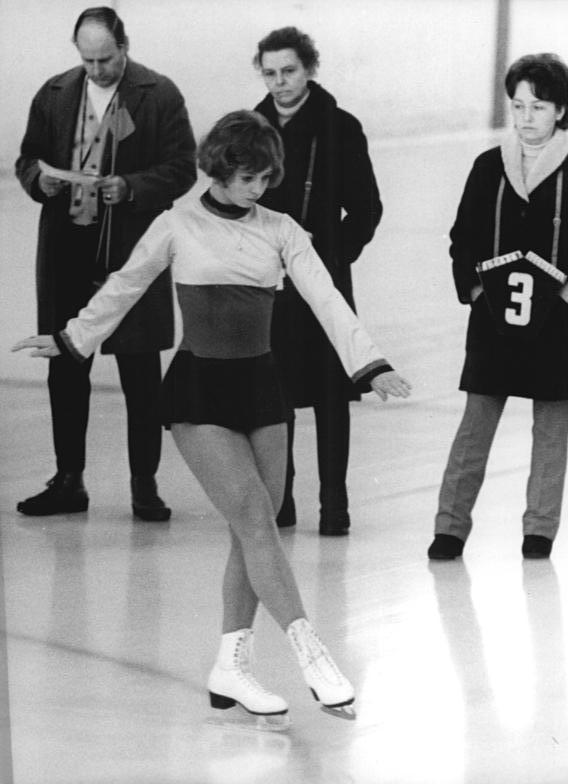
Sonja Morgenstern realitzant figures obligatòries

Les figures obligatòries o escola és una modalitat del patinatge artístic que se centra a dibuixar un seguit de figures en el terra de la pista. Les figures de l'escola deriven de la figura bàsica, el vuit. En el patinatge artístic sobre rodes, les figures obligatòries són part de la competició, però en el patinatge artístic sobre gel ja no ho són i han evolucionat als moviments de lliscament.

## Les figures obligatòries en competicions
Fins al 1947, en el patinatge sobre gel, els patinadors havien de realitzar figures obligatòries en les competicions, però amb els jocs olímpics i l'emissió dels campionats per la televisió van arribar dos problemes. El primer, que les figures obligatòries no eren un bon contingut televisiu, ja que en la pantalla petita no es poden apreciar els detalls ni l'alt contingut tècnic. El segon, és que els patinadors que destacaven en la modalitat de lliure no ho feien en escola i el públic no entenia les posicions finals (la suma dels dos resultats). Amb el temps, el pes de les figures es va anar reduint i després del 1990 es van eliminar completament de la competició.
En el patinatge sobre rodes, la competició es manté a nivell internacional. Tot i que abans tots els patinadors estaven obligats a passar les proves d'escola i lliure, ara la decisió de passar les proves d'una modalitat o altra (o les dues) és opcional. Tot i això, encara hi ha un nombre important de patinadors que participa en les competicions d'escola.

## Terminologia de les figures obligatòries
Les figures estan formades per dos o tres cercles. La més simple, el vuit, consisteix a dibuixar el traçat d'un cercle amb un peu i amb un fil determinat fins a arribar a un altre cercle tangent, on es canvia el peu i el fil i es traça el nou cercle. El punt on es troben els cercles és el centre i la línia que uneix el centre dels dos cercles és l'eix longitudinal. Per fer el canvi de peu del centre, el peu que no patina o cama lliure s'ajunta a l'altre peu, el qual impulsa el cos endavant i passa a ser la cama lliure, just en el centre o eix transversal.
Altres figures de dos cercles més complexes inclouen un tres o un bracket a la meitat de cada cercle o un doble tres, dos tresos realitzats simètricament que divideixen el cercle en tres parts.
La figura més bàsica de tres cercles és el canvi, que es realitza en patinar la meitat del cercle central, canviar de fil amb el mateix peu i patinar el següent cercle completament, llavors es canvia de peu i s'acaba de fer la figura de la mateixa manera. Variacions d'aquesta figura podrien incloure un rocker, un contra-rocking als centres en lloc d'un simple canvi de fil, o la combinació dels canvis de fil amb els girs de les figures de dos cercles.
Un paràgraf és una figura avançada de dos cercles que es fa únicament i completament sobre un peu, amb un canvi de fil al centre. La figura es repeteix també amb l'altre peu sobre el traçat original.
La majoria de figures es patinen en uns cercles que solen equivaldre a l'alçada del patinador multiplicada per tres. Tot i això, hi ha un tipus especial de figures on els cercles són molt més petits, ja que solen equivaldre a l'alçada del patinador. En els bucles, els cercles tenen una corba cap a l'interior molt marcada i en forma de llàgrima (similar a un Cargol de Pascal). El traçat bàsic està compost per dos cercles, però, igual que en els casos anteriors, té traçats més complicats, com el canvi o el paràgraf.

## Classificació de les figures obligatòries
Les figures s'identifiquen amb números en el reglament. Cada figura té diverses variants, que depenen del peu, fil i direcció en què es comença.
- [1-4] Vuit
- [5-6] Canvi vuit
- [7-9] Tres
- [10-13] Doble tres
- [14-17] Bucle
- [18-19] Bracket
- [20-21] Rocker
- [22-23] Contra-rocking
- [24-25] Paràgraf vuit
- [26-27] Canvi-tres
- [28-29] Canvi doble-tres
- [30-31] Canvi bucle
- [32-33] Canvi bracket
- [34-35] Paràgraf tres
- [36-37] Paràgraf doble tres
- [38-39] Paràgraf bucle
- [40-41] Paràgraf bracket

## Figures específiques ISI
En el patinatge sobre gel, en un intent de fer les figures més interessants l'Ice Skating Institute  Arxivat 2012-06-27 a Wayback Machine. va incloure en les proves amb més nivell unes figures que no es trobaven en el reglament estàndard.
- El rocker doble tres és bàsicament un rocker amb doble tres.
- El paràgraf bracket bucle és una figura amb un cercle sencer i un bracket en un bucle.
- El bucle exterior té dos cercles de la mida dels bucles amb els lòbuls exteriors i no pas interiors.
- La flor té quatre cercles de la mida dels bucles (amb els lòbuls exteriors) dins d'un cercle exterior, amb tresos i brackets.

L'ISI també ha organitzat esdeveniments de "figures creatives" i "figures lliures" en els quals els patinadors poden realitzar les seves pròpies figures (que han enviat prèviament als jutges).
En les proves i competicions de l'lSI, les figures obligatòries es tracten de manera separada i independent dels campionats de patinatge lliure, amb nivells i premis separats també. Els patinadors no estan obligats a passar les proves d'escola i lliure, i molt pocs ho fan.

## Valoració de les figures obligatòries
Els criteris per jutjar figures obligatòries inclouen:
- Els cercles han de ser perfectes i rodons, sense deformitats, trontolls o bosses.
- Tots els cercles han de tenir la mateixa mida.
- Els girs dins de les figures han de ser simètrics amb el centre o entre ells.
- Els girs han de tenir el mateix traçat i s'han d'executar amb els fils adequats, sense deformitats i sense saltar.
- Els bucles han de tenir forma de bucles i no poden ser circulars o punxeguts.

Els jutges normalment es troben dins la pista, al costat de la figura, per veure’n bé l'execució. Normalment, es mouen i es fixen la simetria de les figures des de diferents angles, miren de prop els girs i el diàmetre dels cercles.

## Equipament per a les figures obligatòries
En el patinatge sobre gel, paradoxalment, l'escola requereix una fulla que estigui menys afilada que per al patinatge lliure per poder controlar millor els fils i els girs. Les fulles tampoc necessiten les puntes per saltar, així que normalment els patins específics per fer escola porten puntes més petites i situades més amunt. Això ajuda al patinador a no posar accidentalment les puntes al gel. Tampoc se solen dur botes tan dures que es porten en el patinatge lliure per subjectar bé el turmell.
En el patinatge sobre rodes, ocorre el mateix. Per això, se solen utilitzar patins amb plantilles especials i sense frens.